# 約西皮夫卡 (舊康斯坦丁諾夫區)
49°46′19″N 27°35′56″E / 49.77194°N 27.59889°E
約西皮夫卡（烏克蘭語：Йосипівка）是位於烏克蘭西部的村莊，由赫梅利尼茨基州裡赫梅利尼茨基區的舊奧斯特羅皮利市鎮負責管轄。該村面積0.24平方公里，海拔高度266米，2001年人口390。